# Konrad Krafft
Konrad Krafft (* um 1479/1486 in Ulm; † 24. August 1519 ebenda) war ein Rechtsgelehrter, württembergischer Rat, 1507/1508 bis 1513 einer der drei Richter des Schwäbischen Bundes und von 1516 bis 1519 Stadtpfarrer in Ulm.

## Leben

### Herkunft
Konrad Krafft, Doktor des weltlichen (kaiserlichen) Rechts, entstammte einer der führenden Familien im Patriziat der Reichsstadt Ulm. Sein Vater war wohl Konrad Krafft der Ältere (vor 1440 – nach 1467) und nicht, wie manchmal angegeben, Magnus Krafft. Konrads Amtsvorgänger als Ulmer Stadtpfarrer, der Doktor beider Rechte Ulrich Krafft, ein Sohn des Ulmer Bürgermeisters Magnus Krafft und seiner Frau Verena Neithart, wird daher zumeist als sein Vetter bezeichnet. Das Geburtsdatum Konrad Kraffts ist nicht überliefert.

### Ausbildung
Im Sommersemester 1499 begann er, vermutlich wie im Regelfall üblich, im Alter von 12 bis 14 Jahren, ein Studium an der Artistenfakultät der Universität Wien und wurde dort im Wintersemester 1501/1502 Magister. Im Wintersemester 1505/1506 ließ er sich in die Matrikel der Wiener Juristenfakultät einschreiben, wechselte dann aber bald zur Fortsetzung seines Rechtsstudiums nach Italien und kam 1508 mit dem Titel eines „artium et legum doctor“, einem in Italien üblichen Promotionstitel für den Doktor im weltlichen Recht, an die Universität Tübingen.

### Ämter
Motiv für seine Immatrikulation dort am 6. April dieses Jahres war wohl seine Wahl 1507/1508 zu einem der drei Richter des Schwäbischen Bundes neben den Rechtsdoktoren Johannes Reuchlin (1455–1522) und Heinrich Winkelhofer (1478–1526), nachdem sein Amtsvorgänger Johannes Streler alias Sträler nach Streitigkeiten um die Höhe seiner Besoldung sein Richteramt aufgegeben hatte. Da das Bundesgericht in dieser Zeit seinen ständigen Sitz in Tübingen hatte und die Bundesrichter einer Residenzpflicht am Tagungsort unterworfen waren, war es für Konrad Krafft vorteilhaft, dort zumindest die Privilegien der Universität zu genießen.
Außerdem wurde er in dieser Zeit (bis Herbst 1516) Rat Herzog Ulrichs von Württemberg und widmete sich daneben der Rechtspraxis und wohl auch einer Tätigkeit als Privatdozent neben den sechs besoldeten Professoren der Juristenfakultät. Als sein Richterkollege Heinrich Winkelhofer um 1508/1509 von der gering besoldeten Professur für die Institutionen im weltlichen Recht auf einen Lehrstuhl für Kirchenrecht wechselte, wurde ihm der Doktor beider Rechte Johannes Hemminger für diesen Lehrstuhl von der Universität vorgezogen. Nachdem das Bundesgericht im Februar 1513 nach dem Austritt Württembergs aus dem Schwäbischen Bund von Tübingen nach Augsburg verlegt worden war, trat er im Vormonat mit den beiden anderen Richtern von seinem Bundesrichteramt zurück.
Als Ausgleich für das aufgegebene Richteramt wurde Krafft am 4. August 1514 Chorherr des Heilig-Kreuz-Stifts in Stuttgart. Voraussetzung war seine inzwischen erfolgte Weihe zum Priester.

### Prediger am Ulmer Münster
Nach dem Tod seines vermutlichen Vetters Ulrich Krafft wurde er am 18. April 1516 zu dessen Amtsnachfolger als Stadtpfarrer am Ulmer Münster gewählt und gab dafür seine Chorherrenpfründe in Stuttgart noch im gleichen Jahr auf.
Biografisch gut dokumentiert ist, soweit überliefert, seine relativ umfangreiche Rechts- und Amtspraxis. Besonders hervorzuheben sind sein „Kanzelkrieg“ vom Dezember 1516 bis 1517/1518 gegen die Bettelklöster in Ulm in der Frage des Pfarrzwangs, vom 18. Dezember 1517 bis 1519 die Anfechtung der von der Stadt Ulm von den Geistlichen erhobenen Zölle sowie 1517 eine Predigt gegen den Ablassprediger Johann Tetzel (1465–1519). Nicht viel länger als drei Jahre nach seinem Amtsantritt als Ulmer Stadtpfarrer starb Krafft bereits in seinem vierten Lebensjahrzehnt am 24. August 1519, in einer Zeit, in der gerade der vom Schwäbischen Bund vertriebene Herzog Ulrich von Württemberg vergeblich die Rückeroberung seines Herzogtums versuchte. Das Todesdatum Kraffts ergibt sich aus dem Epitaph im Ulmer Münster.